# Alphonsus Maria Josephus Ernestus Antonius van Lamsweerde
Alphonsus Maria Josephus Ernestus Antonius baron van Lamsweerde (Arnhem, 20 april 1853 – Den Haag, 6 november 1919) was een Nederlands bestuurder en politicus.

## Levensloop
Alphonsus van Lamsweerde werd geboren als een zoon van Alexander Fredericus Ernestus Martinus baron van Lamsweerde en Caroline Maximilienne Marie barones van Laer van Hoenlo. Hij begon zijn carrière als voorzitter van de Gelderse Spaarbank. Van 20 september 1904 tot 6 november 1919 functioneerde van Lamsweerde daarnaast als lid van de Eerste Kamer der Staten-Generaal. In de Eerste Kamer der Staten-Generaal hield hij zich voornamelijk bezig met defensie. Van 1911 tot 1919 was hij lid van de raad van bestuur van de Algemeene Bond van RK-kiesverenigingen.

## Persoonlijk
Hij was een kleinzoon van Gerrit Willem Joseph van Lamsweerde. Hij trouwde op 9 juli 1891 in Kopenhagen met Eleonora Christina Herlova Stiernholm en samen hadden ze vijf zoons, onder wie de kunstenaar Clemens van Lamsweerde en de dagbladredacteur Herluf Christiaan Joseph Aloysius van Lamsweerde.

## Ridderorde
- Ridder in de Orde van de Nederlandse Leeuw, 31 augustus 1910